# Katalanska Socialistpartiet
Katalanska Socialistpartiet, Partit dels Socialistes de Catalunya (PSC), är ett regionalt parti i Katalonien. Det bildades den 16 juli 1978 genom samgående mellan de tre socialistpartierna PSC–R, PSC–C och Katalanska federationen av PSOE.
Av det sistnämnda har PSC ärvt positionen som regional avdelning av det Spanska socialistiska arbetarpartiet.
PSC lyckades stoppa det katalanska parlamentets session den 9 oktober 2017, efter att ha vänt sig till den spanska författningsdomstolen för att förhindra en katalansk självständighetsförklaring,
I parlamentsvalet i Katalonien 2021 fick Katalanska Socialistpartiet flest röster och fördubblade nästan sina tidigare mandat, från 17 till 33.